# Ruth Bryden
Ruth Bryden, nome artístico de Joaquim Centúrio de Almeida (Penamacor, 1952 — Lisboa, 1999), foi uma drag queen portuguesa e figura emblemática da cena noturna lisboeta, especialmente associada ao histórico Finalmente Club. Reconhecida pelo seu talento e carisma, Ruth foi uma das pioneiras da arte do transformismo em Portugal, sendo ainda hoje um ícone da cultura queer nacional.

## Biografia
Joaquim Centúrio de Almeida nasceu em Penamacor, distrito de Castelo Branco, em 1952, mudando-se posteriormente com a sua família para Rio Maior. Demonstrando, desde jovem, interesse pelo espetáculo, moda, música e pelo universo feminino, após sofrer vários episódios de preconceito e violência na localidade, foge de casa dos seus pais com apenas 16 anos de idade, fixando-se inicialmente na Nazaré. Mais tarde, em 1973, já a residir em Lisboa e tentando ter uma vida dita tradicional, casa-se com Maria da Conceição na Igreja de Santa Engrácia, no Bairro da Graça, com a qual gera um filho, Rui Miguel de Almeida. Pouco depois, o casamento termina, sendo confrontado com a chamada para o serviço militar em Coimbra e os encargos de pai solteiro, após a sua ex-mulher fugir de Lisboa e abandonar o filho.
Em 1975, como empregado de bar no Scarlatty, o primeiro clube que introduziu ao público em geral a arte transformista em Portugal, encontra um espaço de expressão e liberdade. Adopta inicialmente o nome de Ruth Batton, contudo um ano depois, já Ruth Bryden, nome inspirado em atrizes e vedetas internacionais, a convite de Armando Teixeira, passa a atuar no Finalmente Club, espaço que viria a tornar-se num dos mais antigos cabarets de transformismo da Europa e berço de algumas das figuras mais marcantes da arte drag portuguesa. Destacando-se pelo perfeccionismo da sua caracterização, repertório e performance dramática, torna-se capa no suplemento jornalístico O Século Ilustrado. Como uma das principais artistas residentes do clube, era reconhecida pelas interpretações de grandes divas da canção francesa e espanhola, bem como pelo glamour das suas produções. Os espectáculos que fez com Lydia Barloff, marcaram o período mais alto da sua carreira, chegando também a atuar na televisão, nomeadamente nos programas E.T. - Entretenimento Total, apresentado por Júlio Isidro, ou Big Show SIC, ao lado de Isa Raniery, Suelly Cadillac, Patricia Dummond, Kina Karvel e Cindy Scrash.
Na sua vida pessoal, a artista viveu grande parte da sua vida como mulher, sendo tratada no género feminino tanto nos palcos como fora deles. Apesar disso, nunca declarou publicamente a sua identidade de género ou se assumiu como mulher trans, preferindo referir-se em entrevistas como «assumidamente homossexual», apesar de ter confessado que «gostava de ser mulher», num tempo e numa sociedade em que os conceitos de transgeneridade e transformismo se confundiam. A sua vida foi marcada por relações amorosas intensas e, segundo amigos próximos, por momentos de solidão e luta interior, tendo ainda enfrentado vários problemas de saúde, derivados do uso de silicone industrial, uma prática comum e perigosa entre artistas trans e drag da época, à margem da medicina oficial. Fruto dessas complicações, realizou diversos tratamentos para retirar os implantes, sendo após uma operação surpreendida com o diagnóstico que tinha HIV.
Em 1998, realizou o seu último espectáculo, intitulado Finalmente Formidable. Pouco depois, devido a uma pneumonia foi internada no Hospital Curry Cabral, tornando-se desde então dependente de uma máscara de oxigênio. Durante o seu internamento hospitalar, o socialite e cronista Carlos Castro organizou uma cerimónia para homenagear Ruth Bryden na discoteca Trumps, com apresentação de Cristina Caras Lindas e João Baião, contudo a 27 de maio de 1999, Ruth Bryden foi encontrada sem vida em casa, num episódio que abalou profundamente a comunidade LGBT de Lisboa. A causa da morte nunca foi oficialmente divulgada, sendo no entanto noticiado que o seu companheiro de longa data, Paulo Oliveira, tinha cometido suicídio na praia da Fonte da Telha, dois dias antes. O casal foi sepultado lado a lado, tendo sido respeitado o desejo de Ruth de ser enterrada com roupas de homem.

## Legado e Homenagens
Ruth Bryden é lembrada como uma das grandes pioneiras do transformismo em Portugal. O seu nome continua associado à história do Finalmente Club e ao processo de visibilidade das pessoas queer no país. Foi homenageada postumamente por diversas associações LGBTQI+ e mantém-se uma referência para artistas e performers contemporâneos. O seu legado subsiste não apenas na memória dos palcos que pisou, mas também como símbolo de resistência, coragem e autenticidade num tempo de adversidade.
A sua vida e carreira foram a inspiração para várias obras literárias e cinematográficas, tais como:
- Ruth Bryden – A Rainha da Noite (2000), biografia escrita por Carlos Castro.[2][1]
- Que Farei Quando Tudo Arde (2001), romance de António Lobo Antunes, que incorpora elementos da sua vida e da cena queer lisboeta dos anos 80 e 90;[10]
- Morrer Como Um Homem (2009), filme de João Pedro Rodrigues, baseado livremente na sua história, através da personagem Tónia, uma veterana do transformismo lisboeta em conflito com o tempo, o corpo e as relações amorosas, interpretada por Fernando Santos, também conhecido pela sua persona drag Deborah Kristal.[11][12]